# موزه نظامی ملی مصر
موزه نظامی ملی مصر (عربی: المتحف الحربي المصريMuseum) موزه رسمی ارتش مصر است.

## موقعیت جغرافیایی
موزه ملی نظامی در بخش شمال شرقی در کاخ سه حرم در درون گاردن‌سیتی قاهره واقع شده‌است. این محل اشراف کاملی بر تپه‌های مقدم و ورودی گاردن‌سیتی دارد. در اصل کاخ سه حرم توسط محمدعلی پاشا در سال ۱۸۷۲ بنا نهاده شده‌است.

## تأسیس
این موزه در سال ۱۹۳۷ در ساختمان قدیمی وزارت جنگ در مرکز قاهره تأسیس شد. این موزه به مکان موقتی در باغ شهر در بخش قاهره منتقل شد. در نوامبر ۱۹۴۹ موزه به کاخ سه حرم در گاردن‌سیتی قاهره منتقل شد. این موزه بین سالهای ۱۹۸۲–۱۹۹۳ چندین بار نوسازی شده‌است.

## نگارخانه

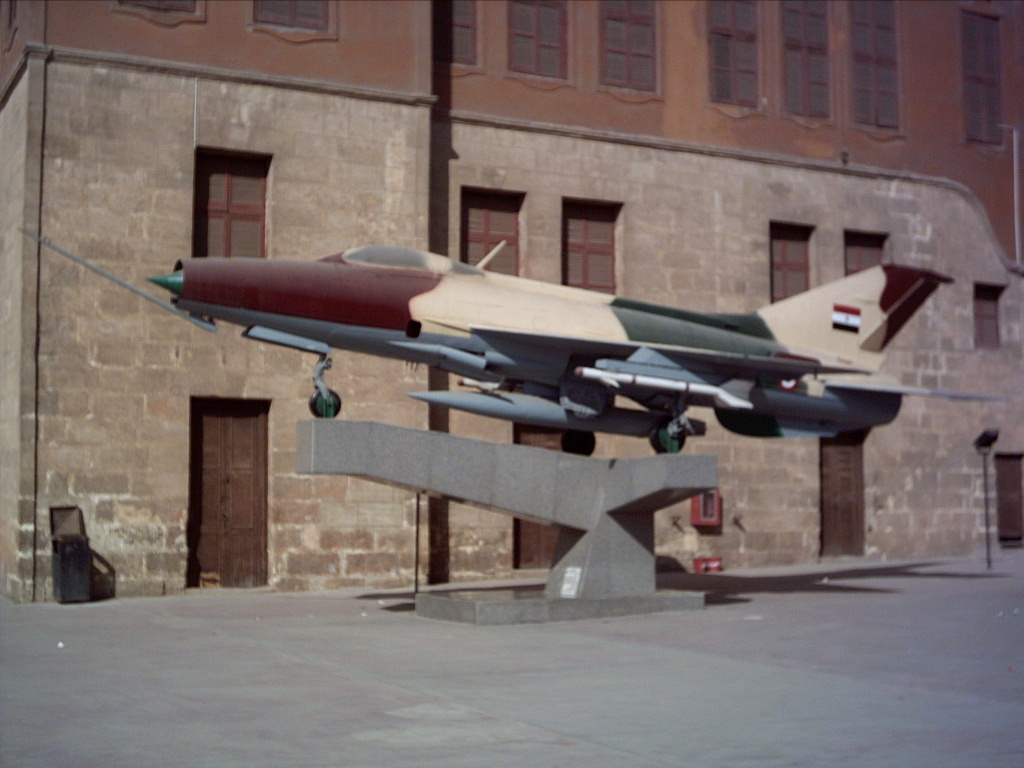
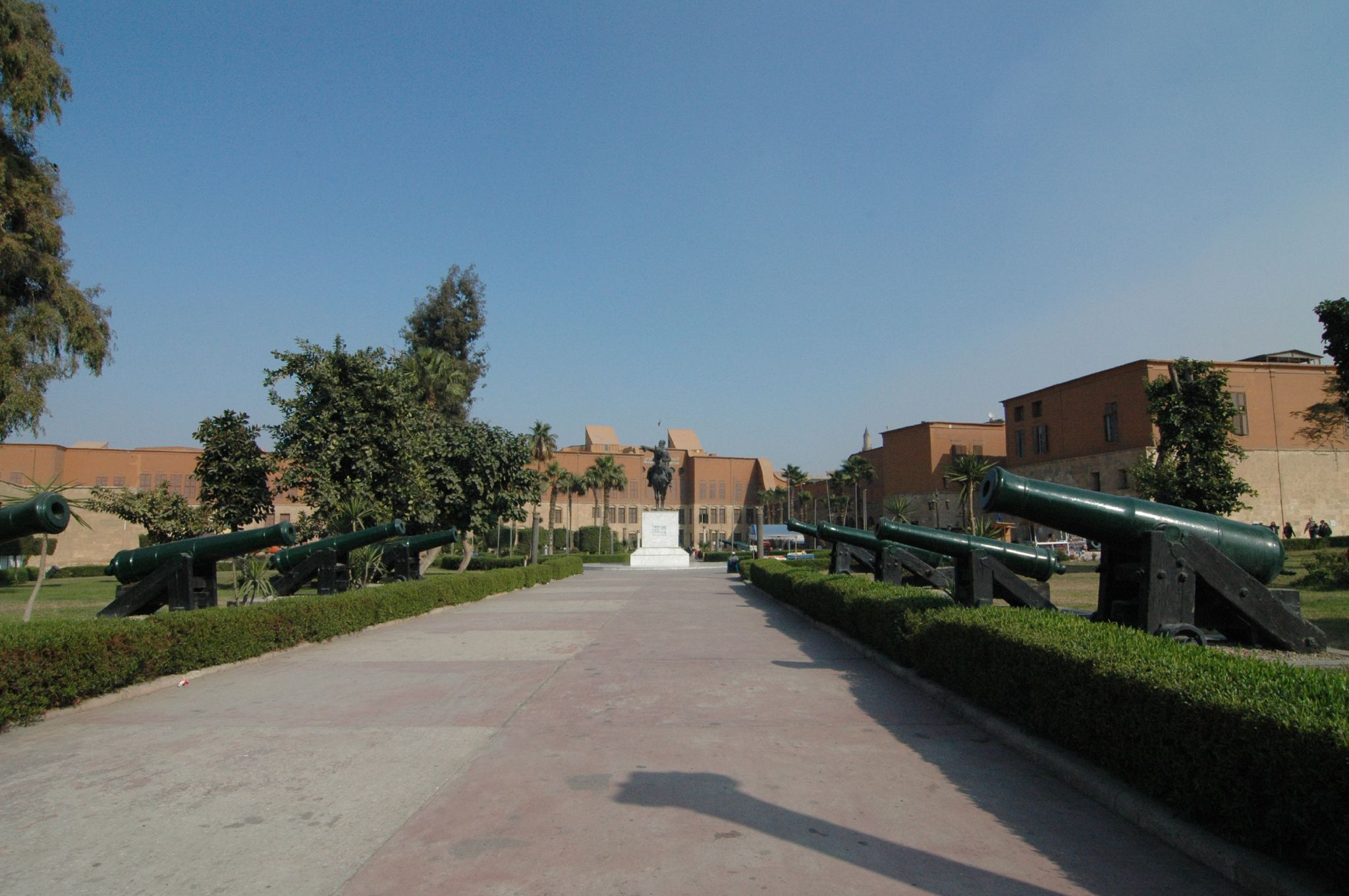
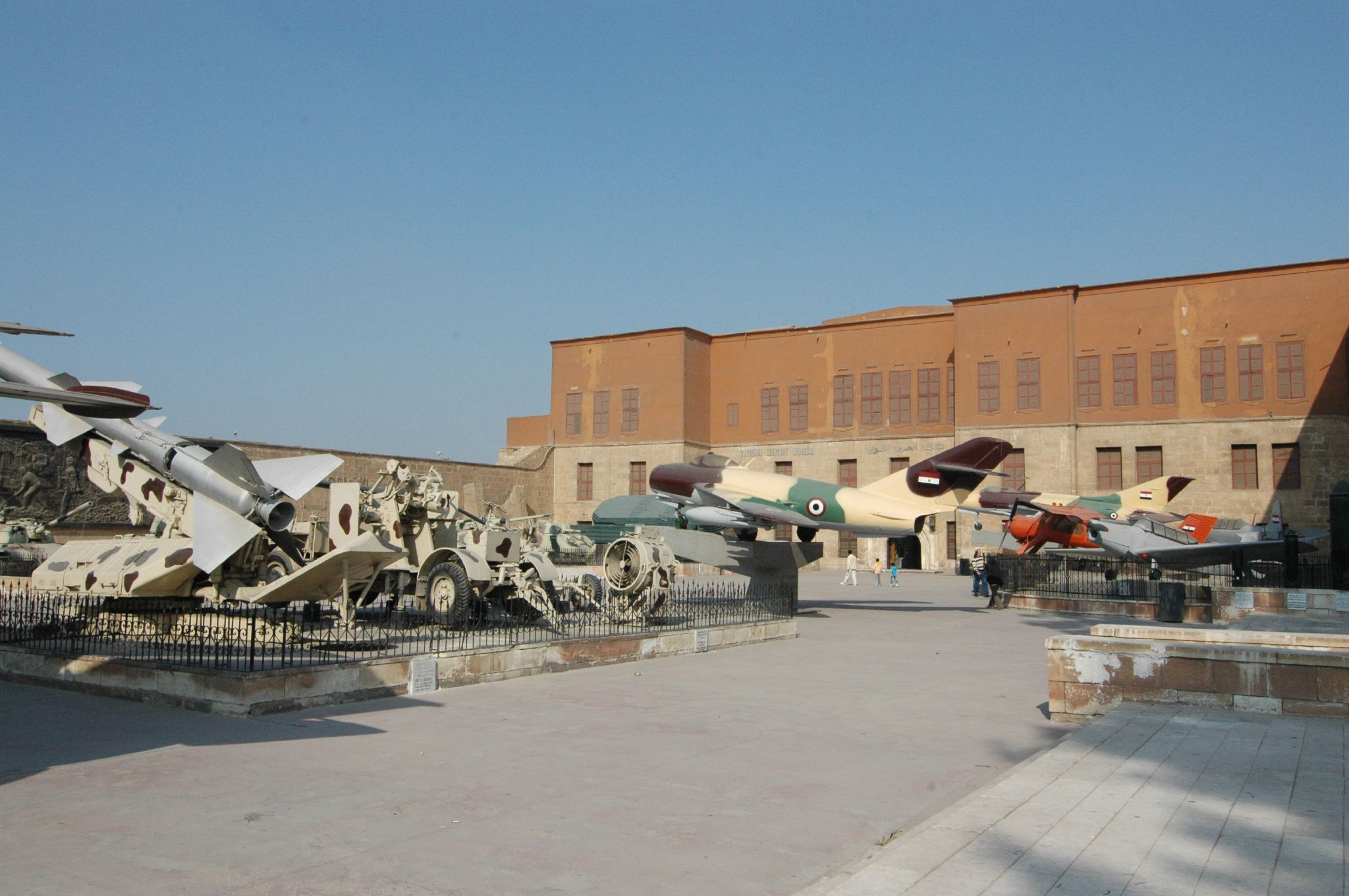
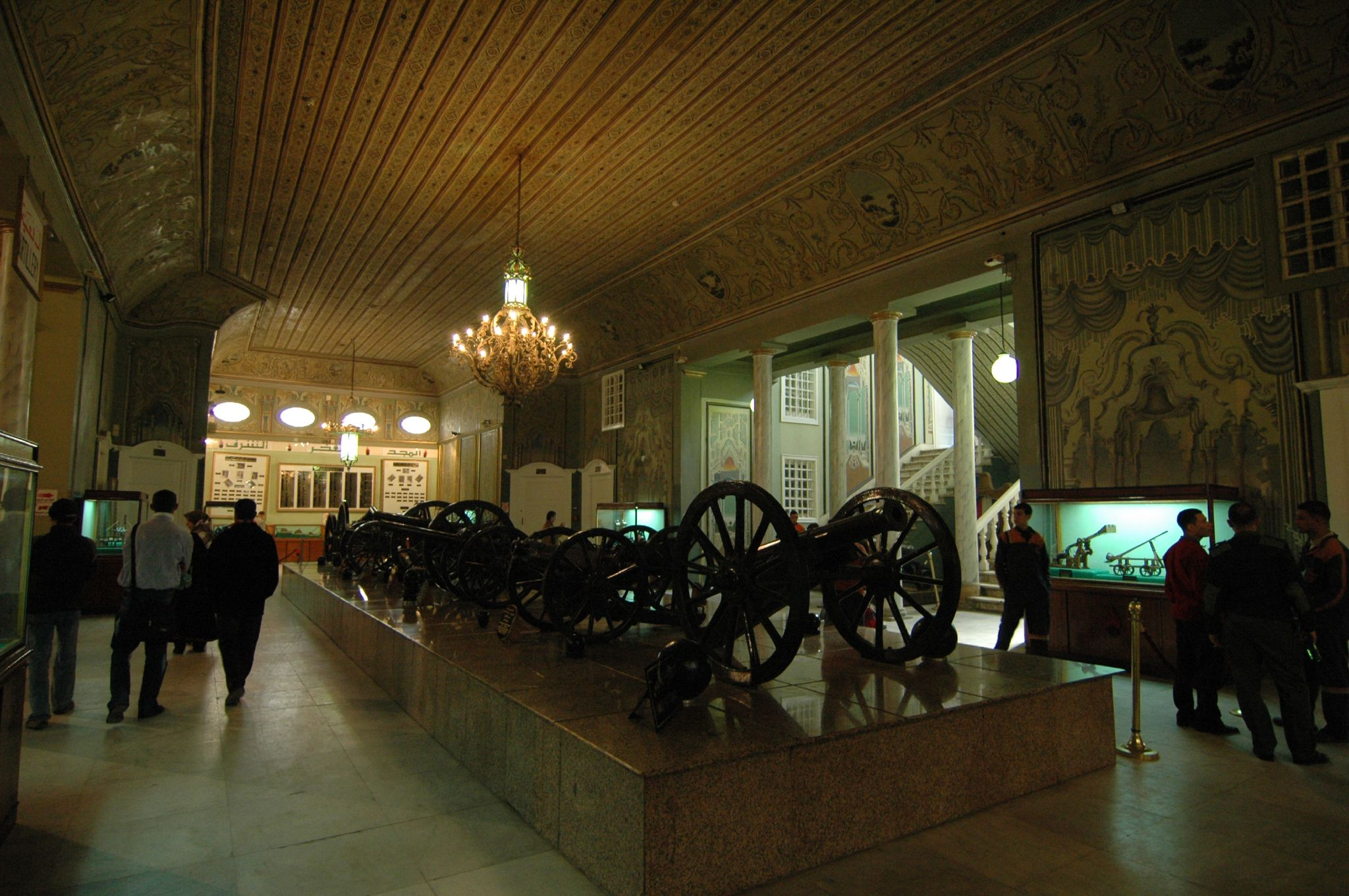
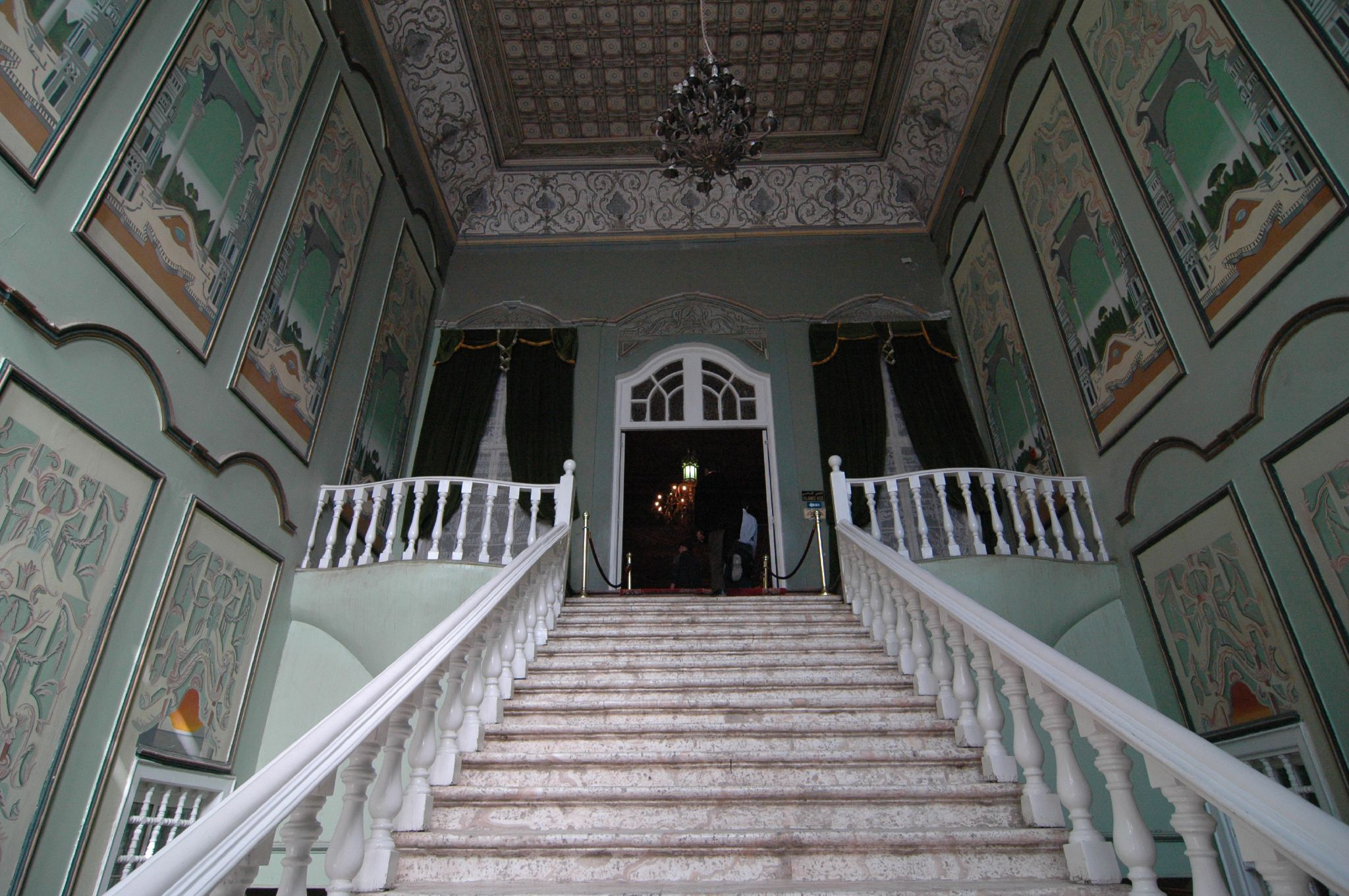
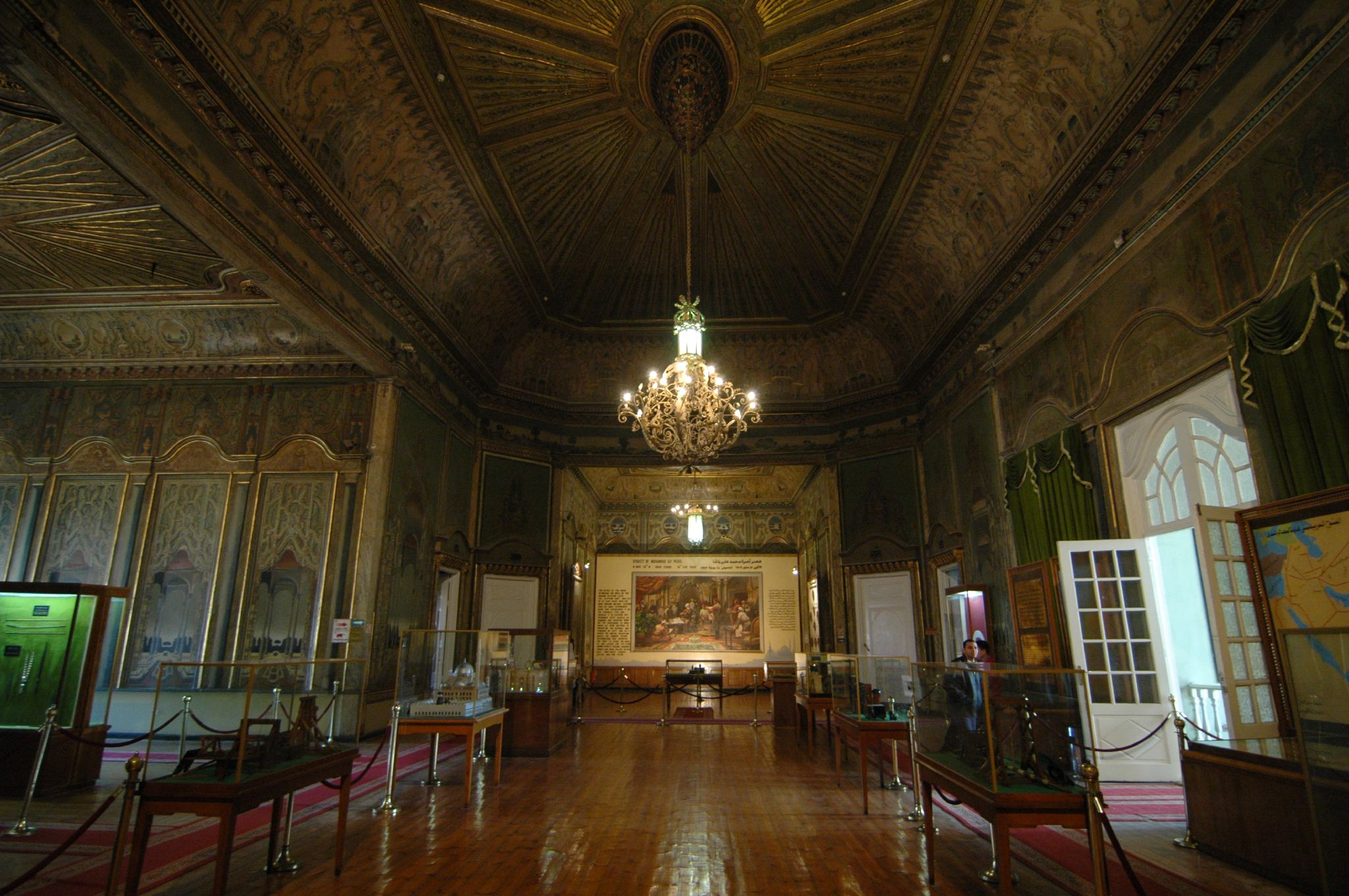
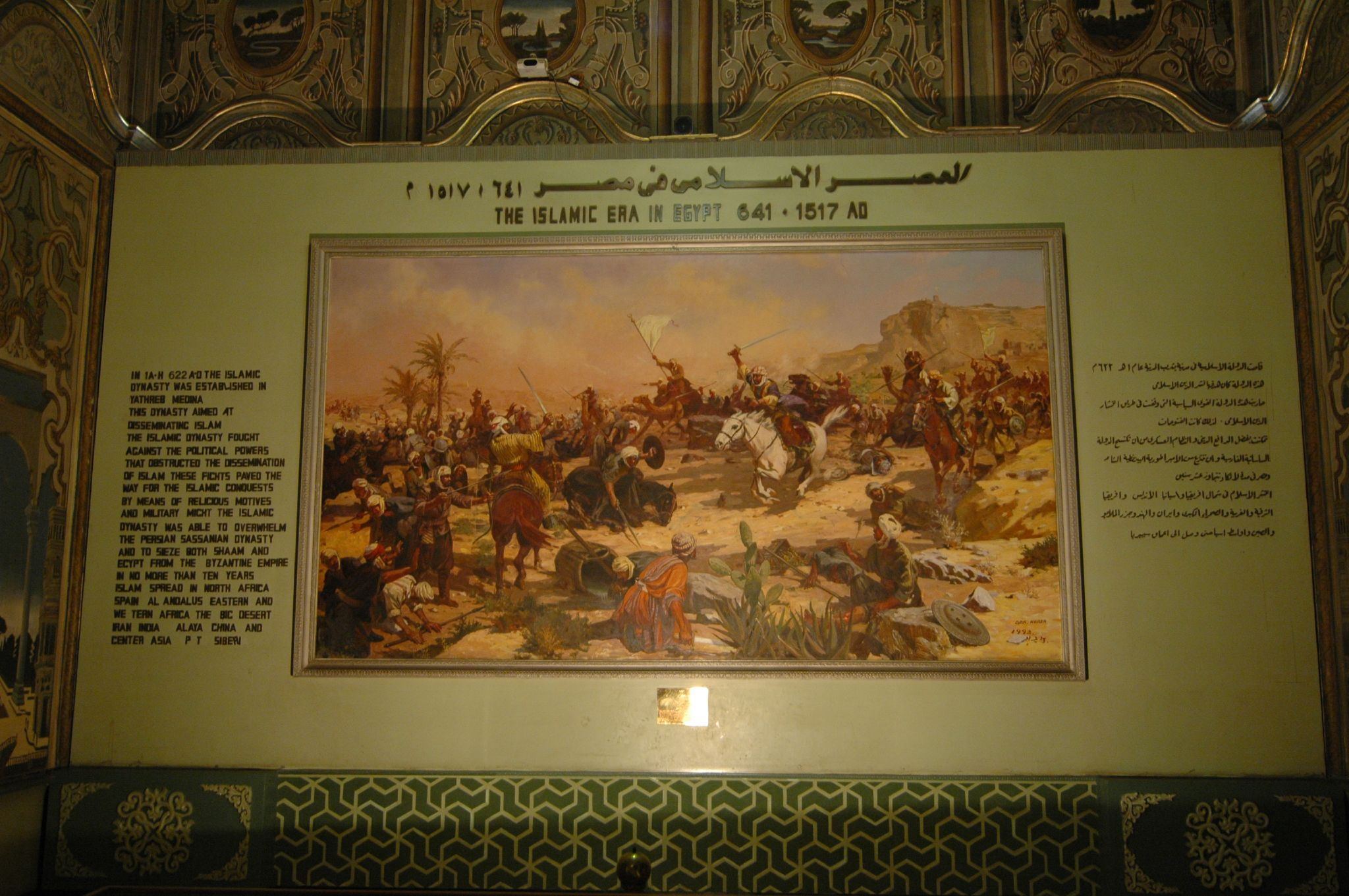
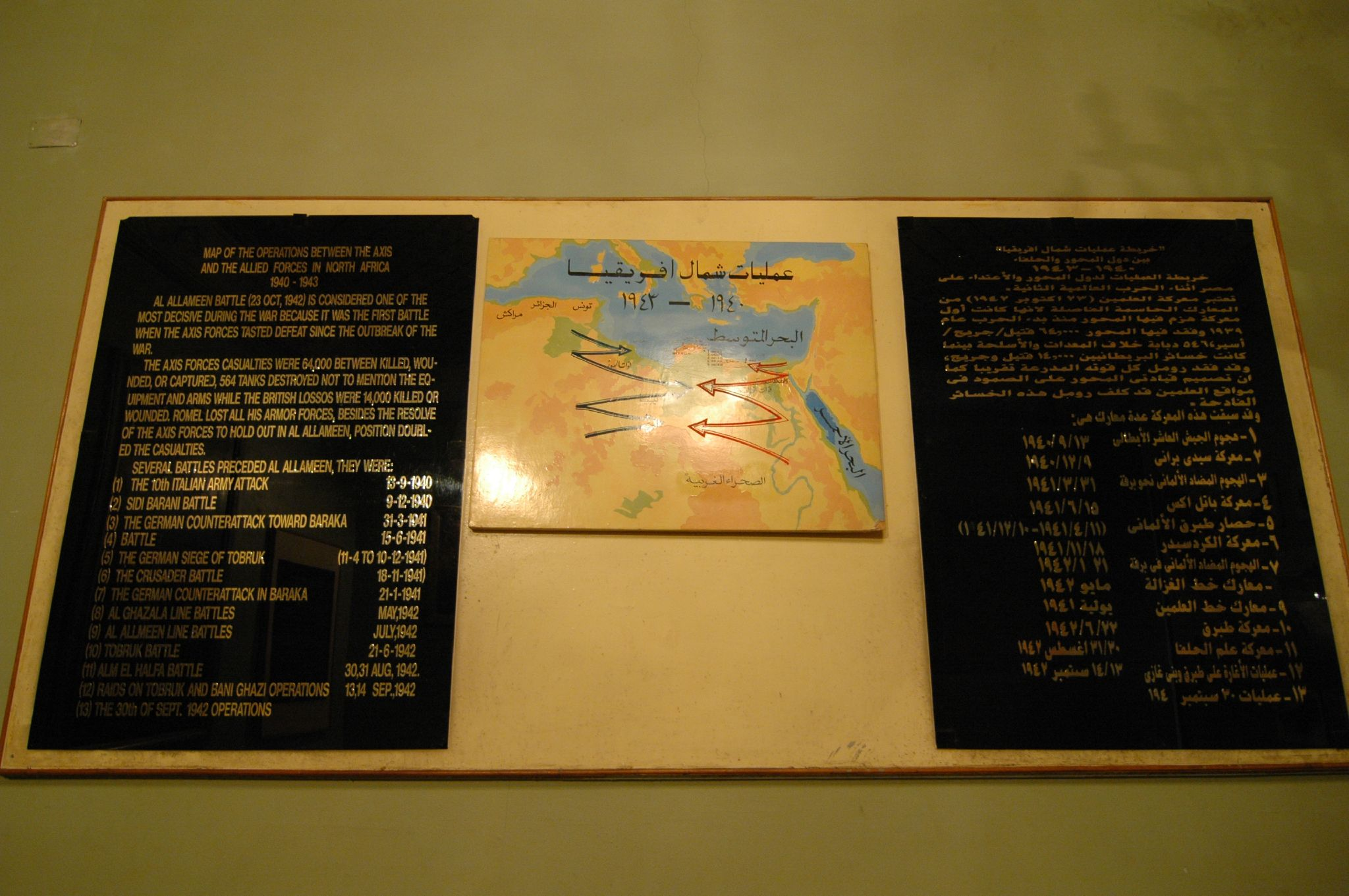
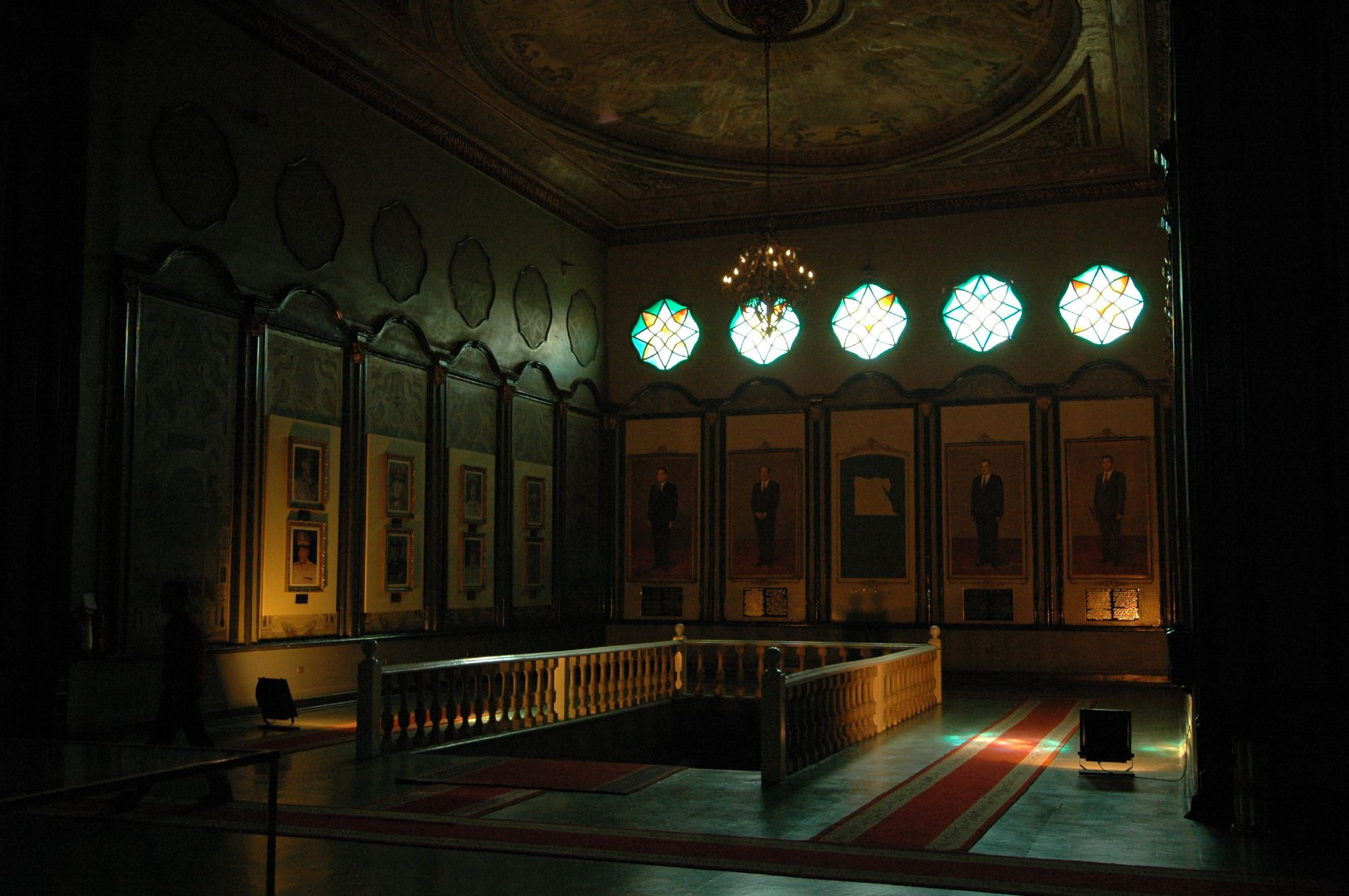
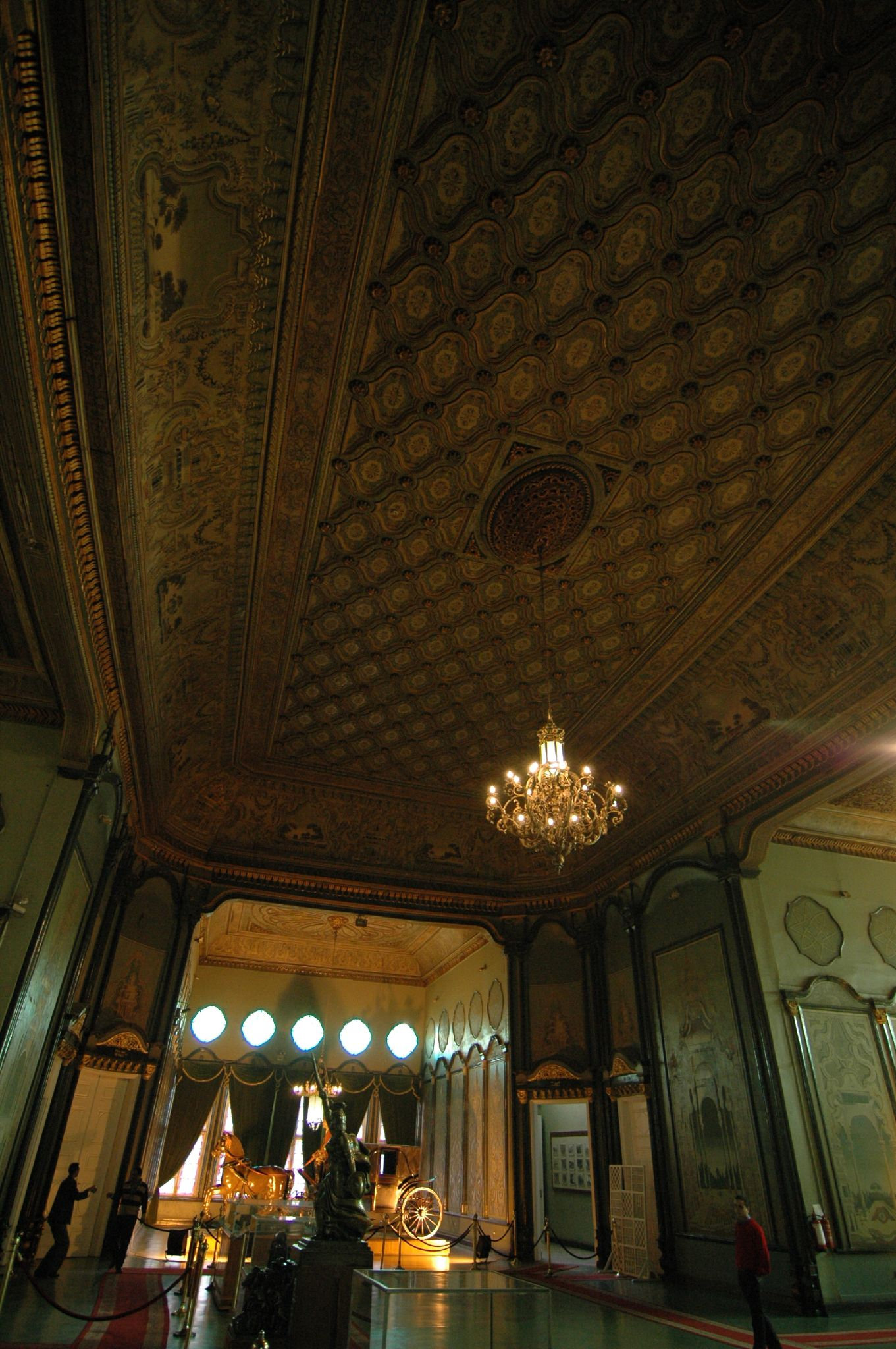
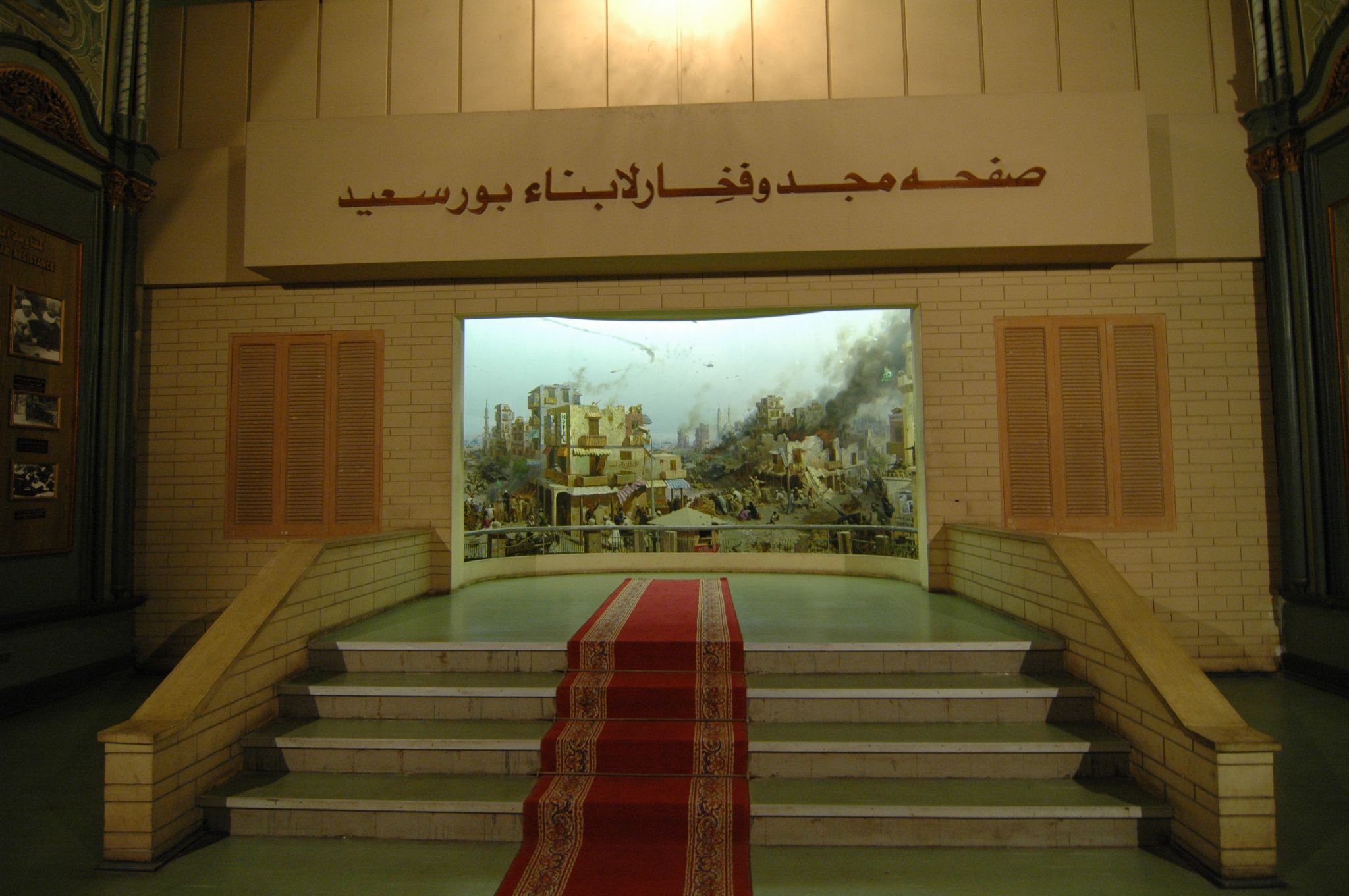
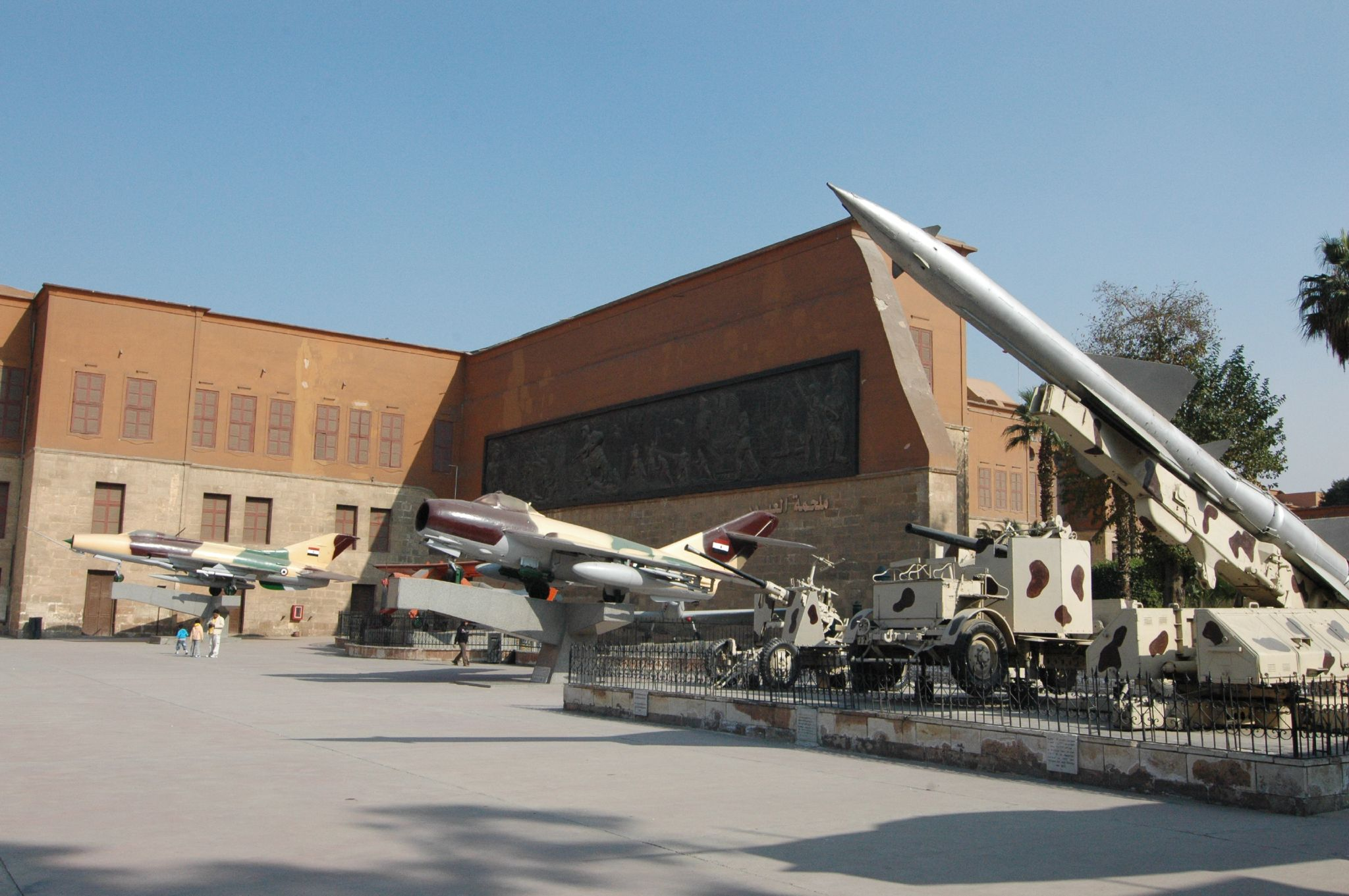
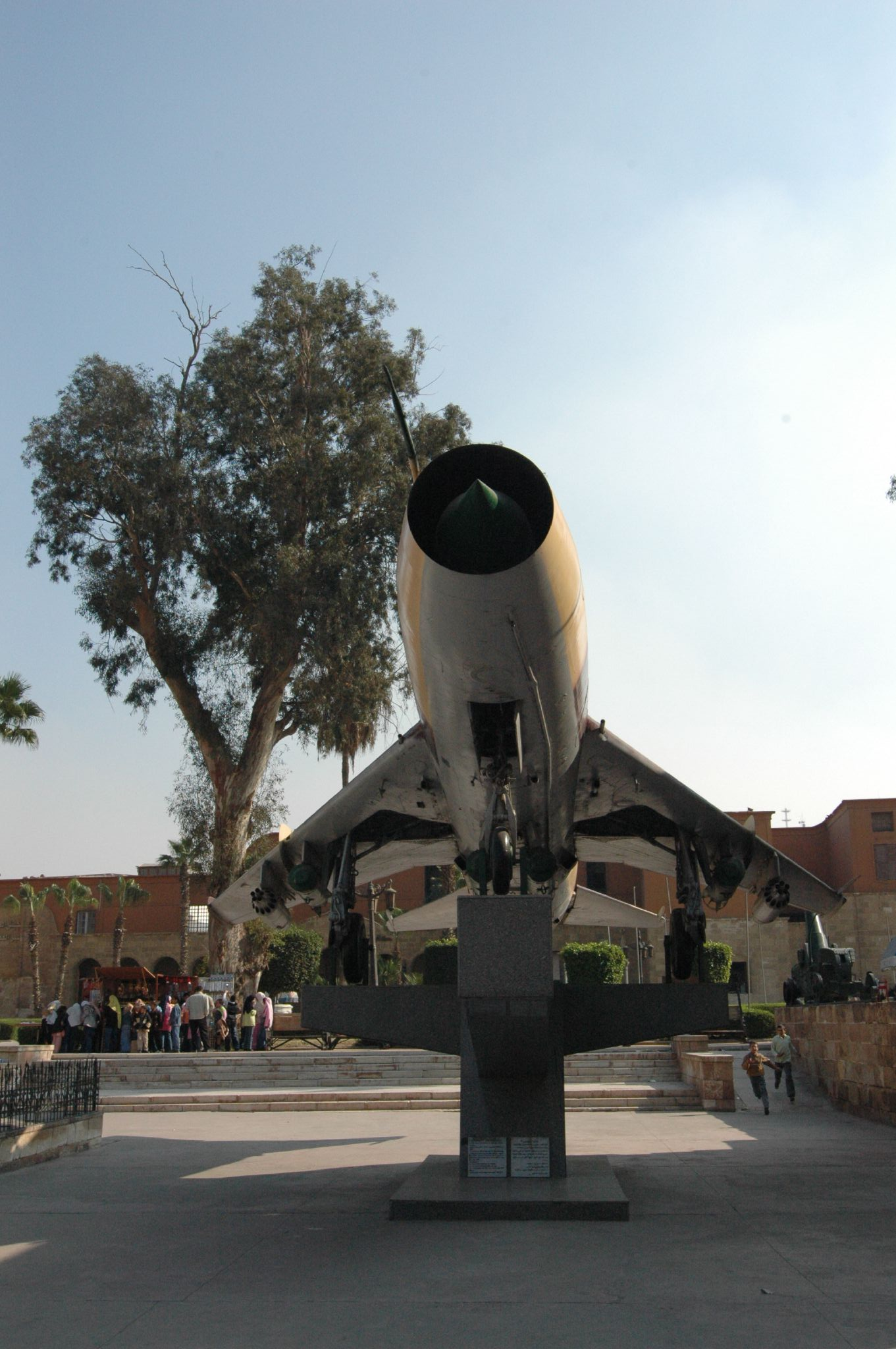
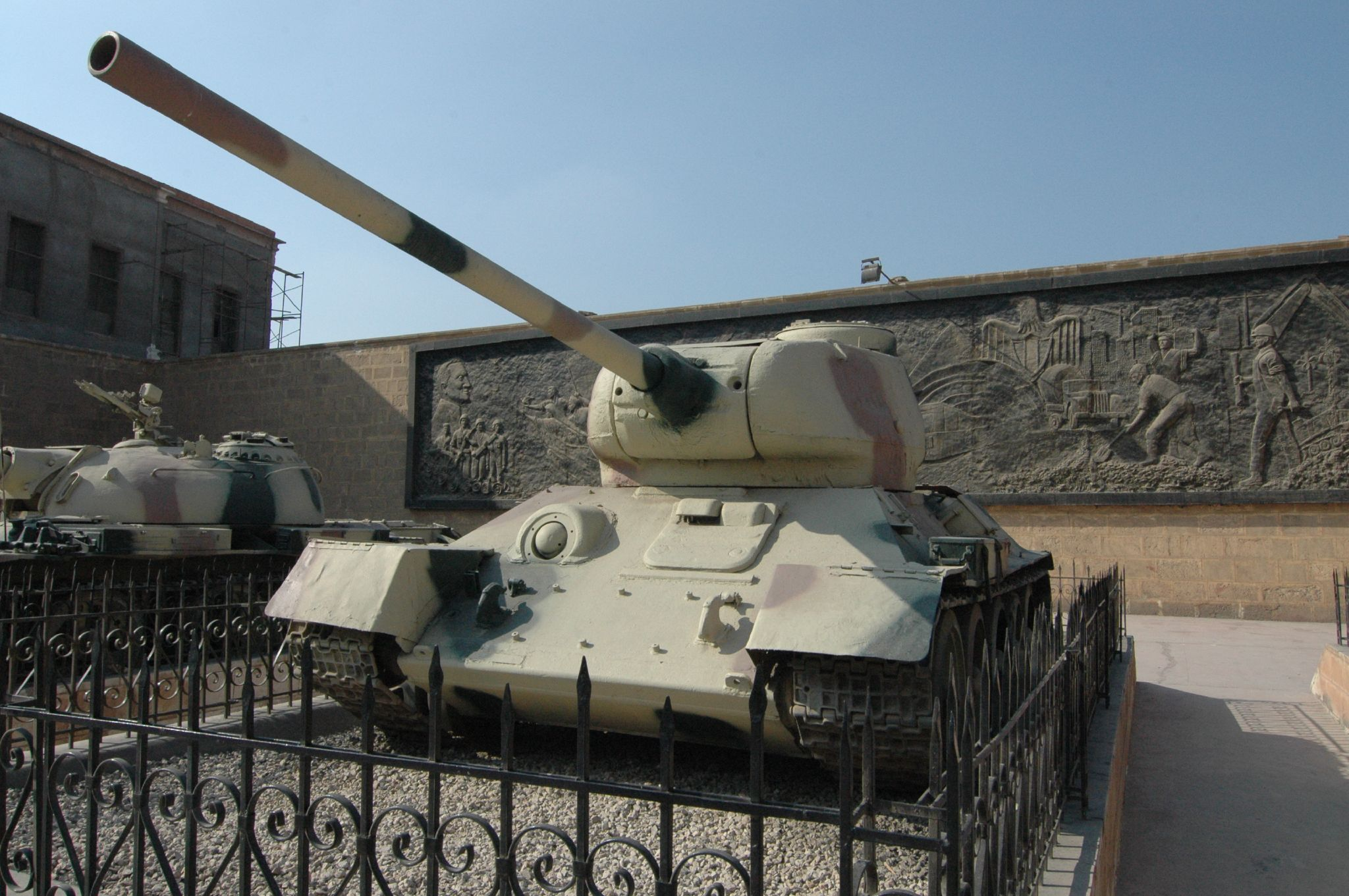
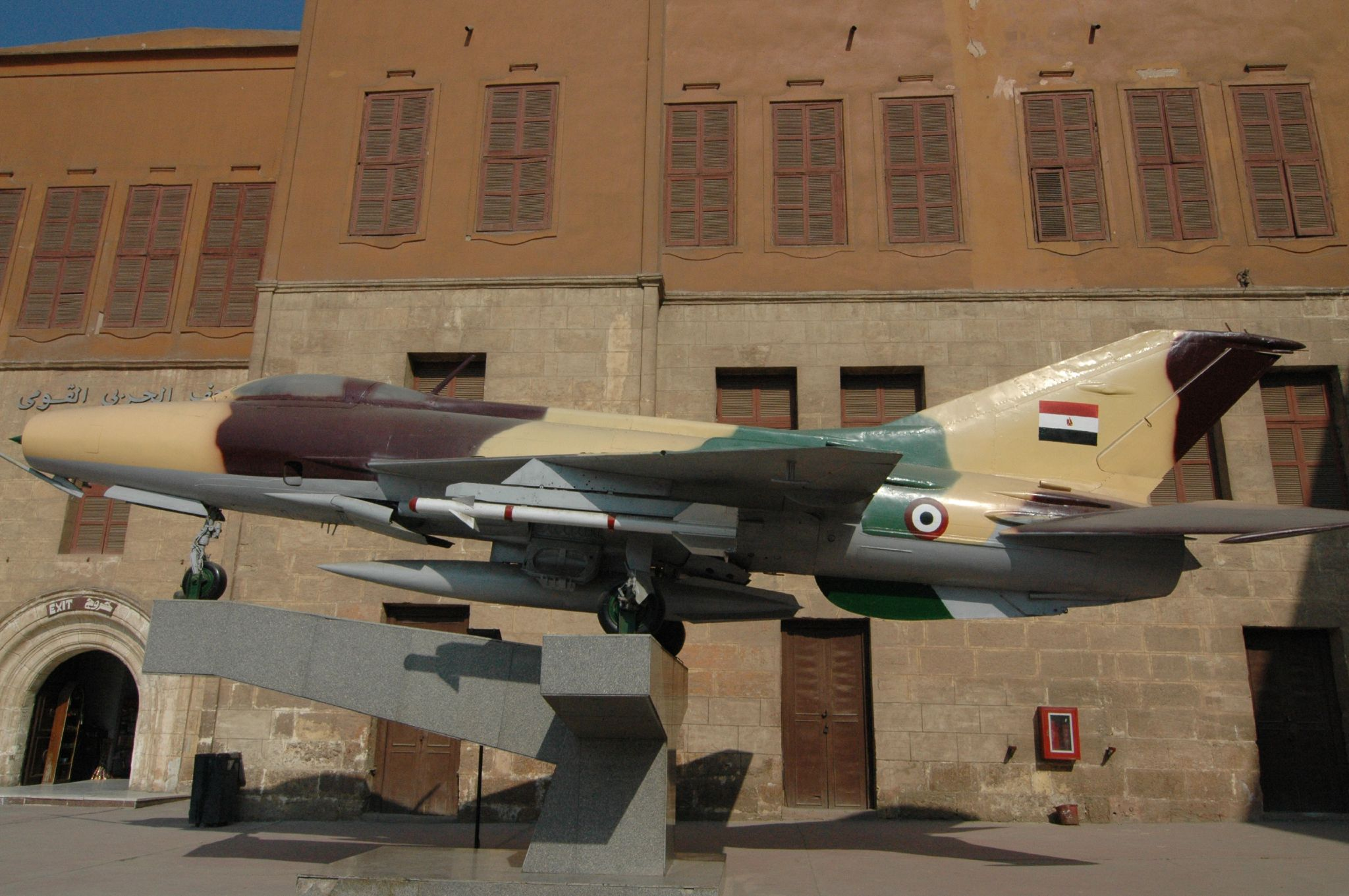
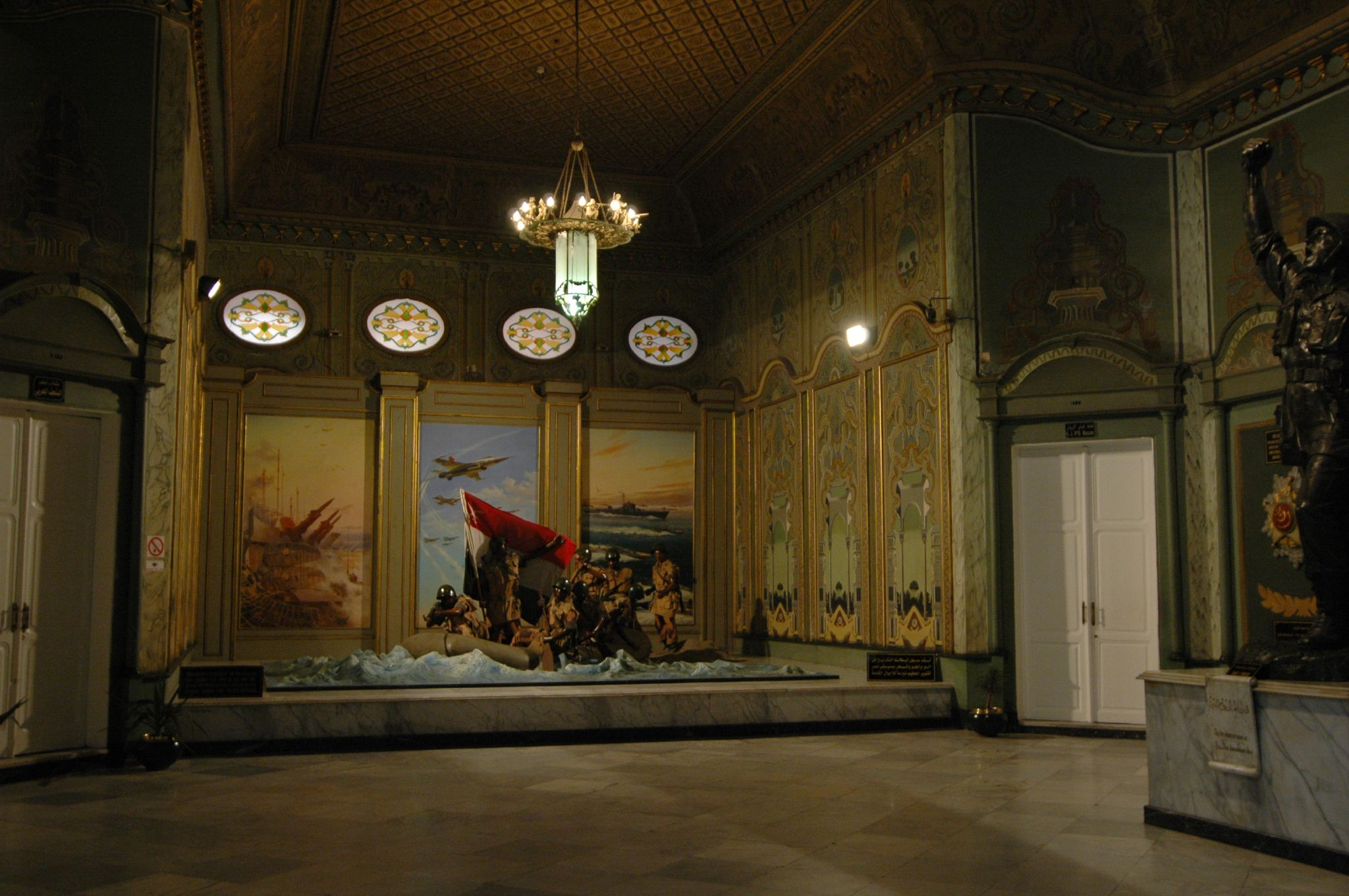
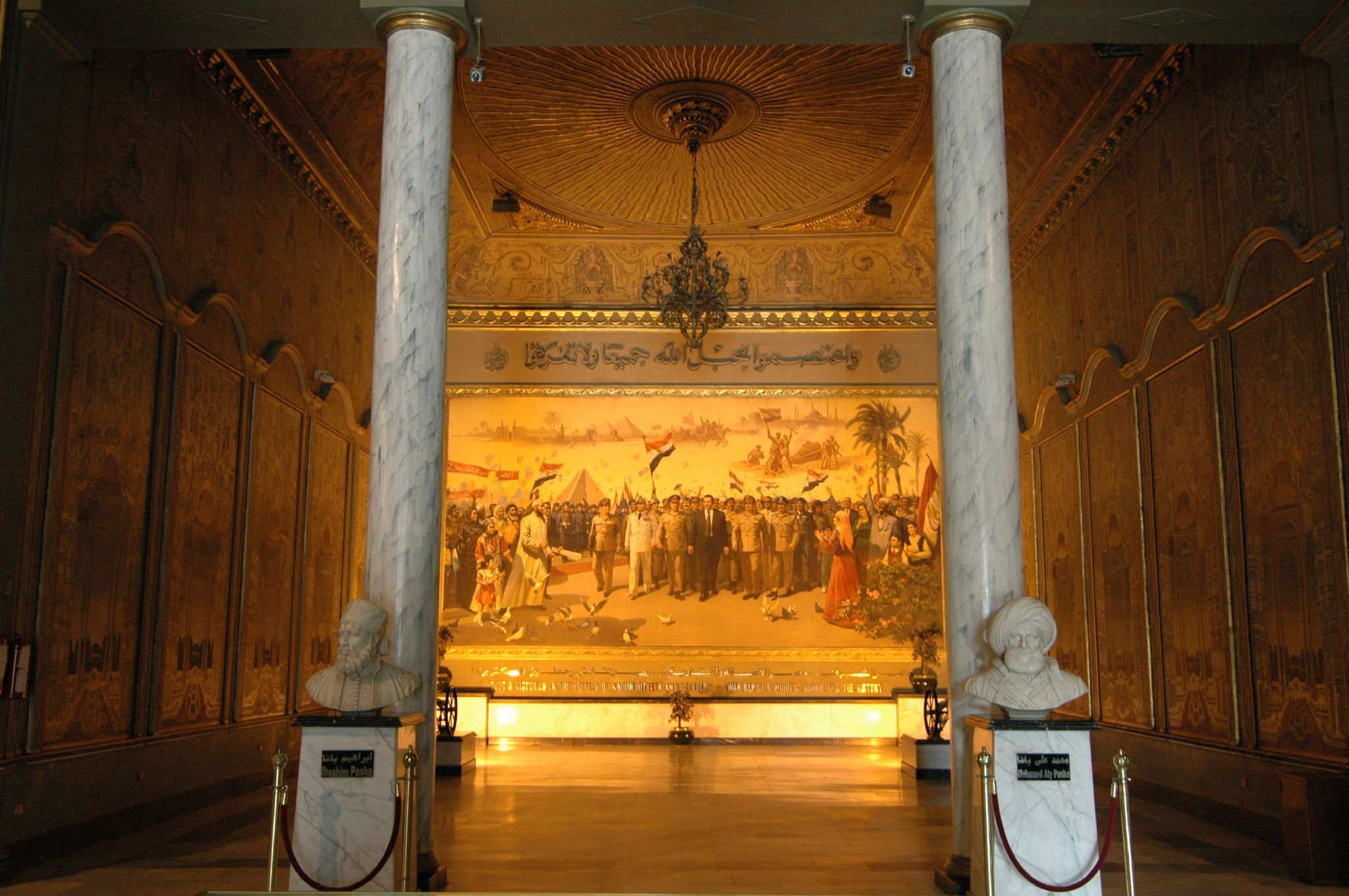
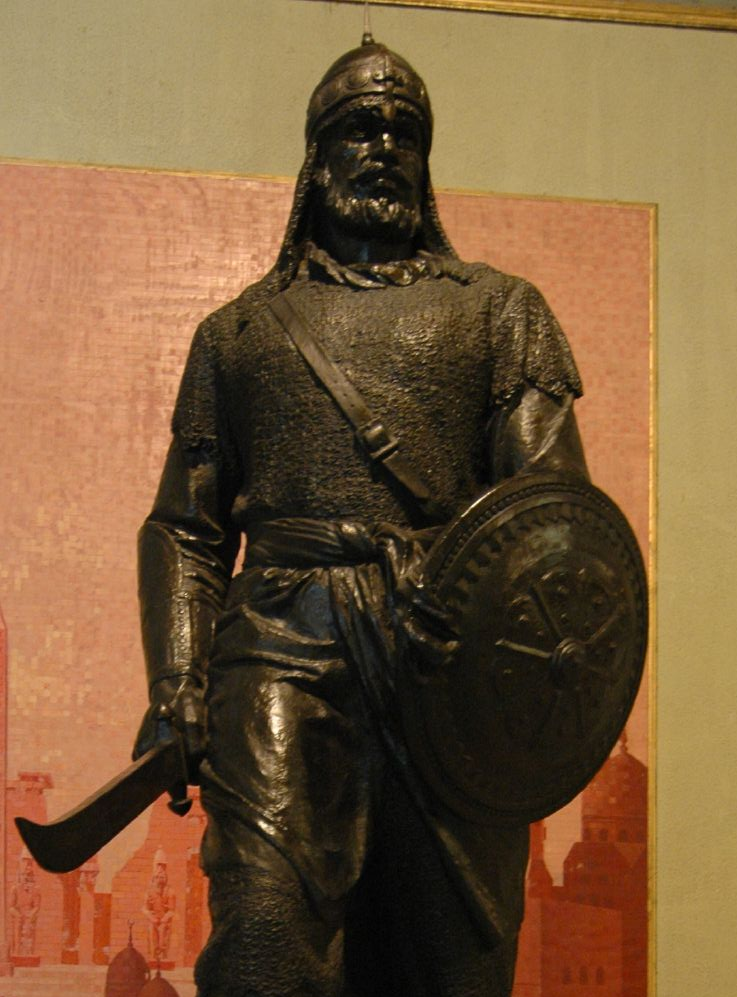
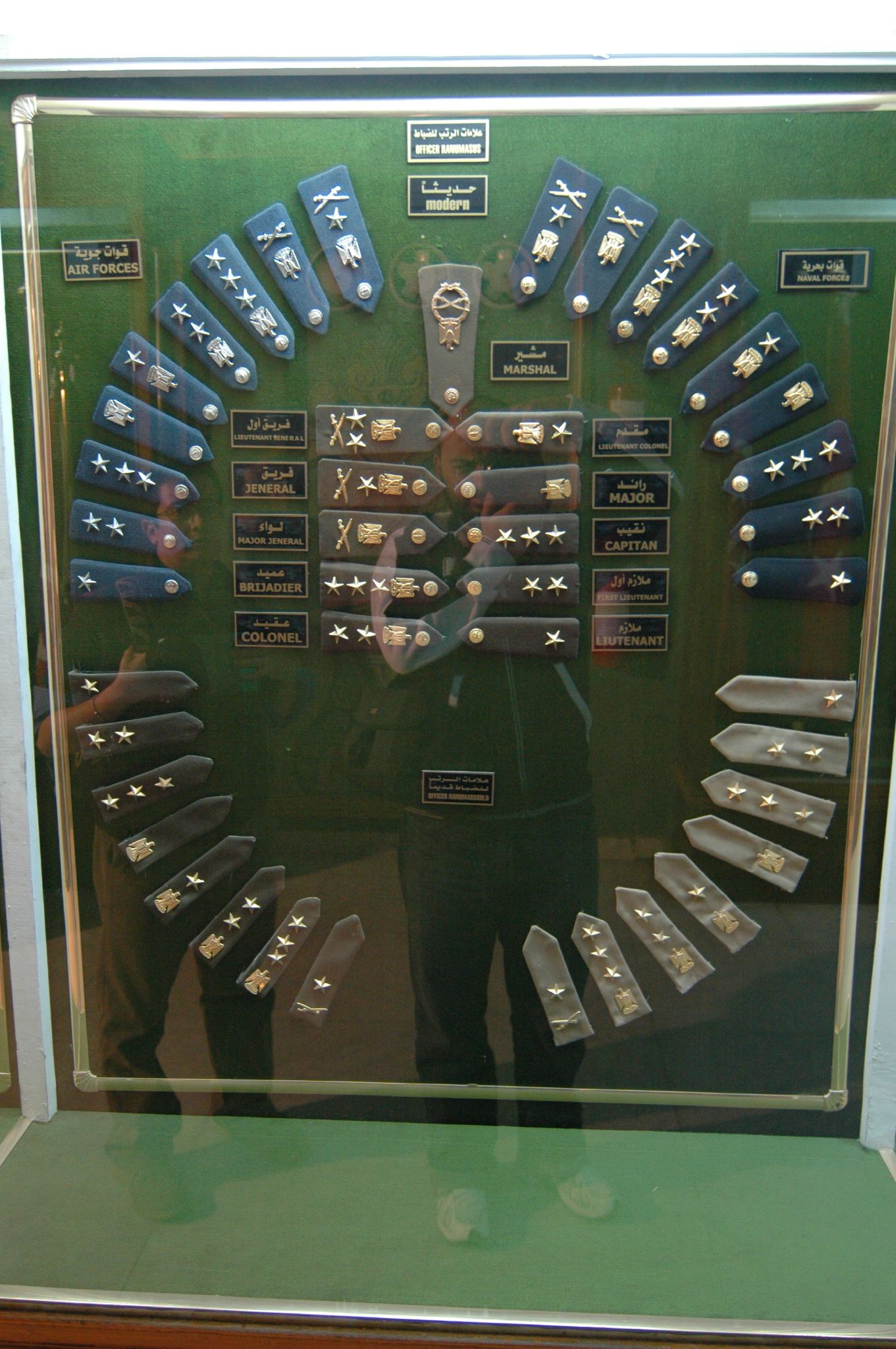
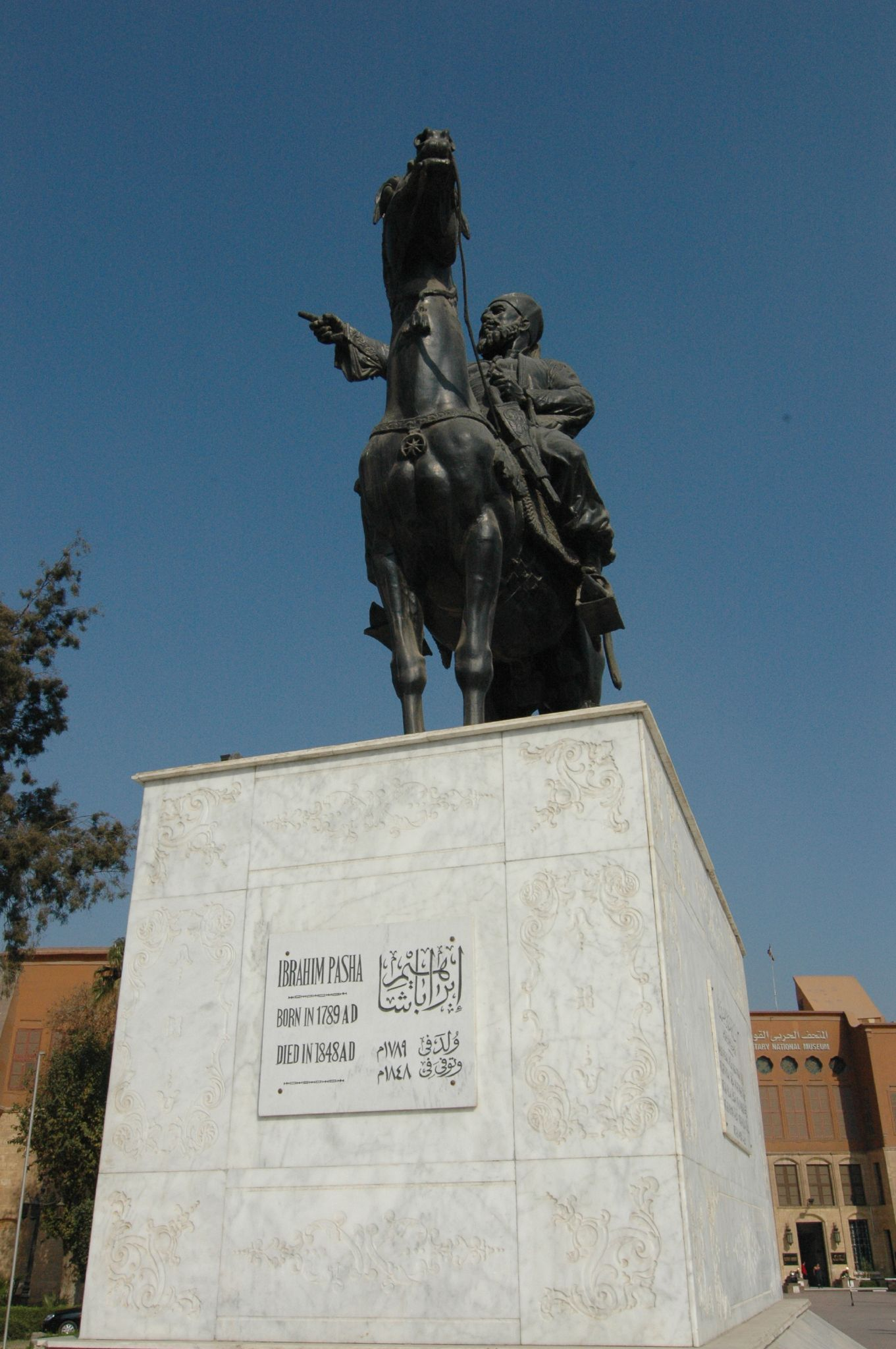
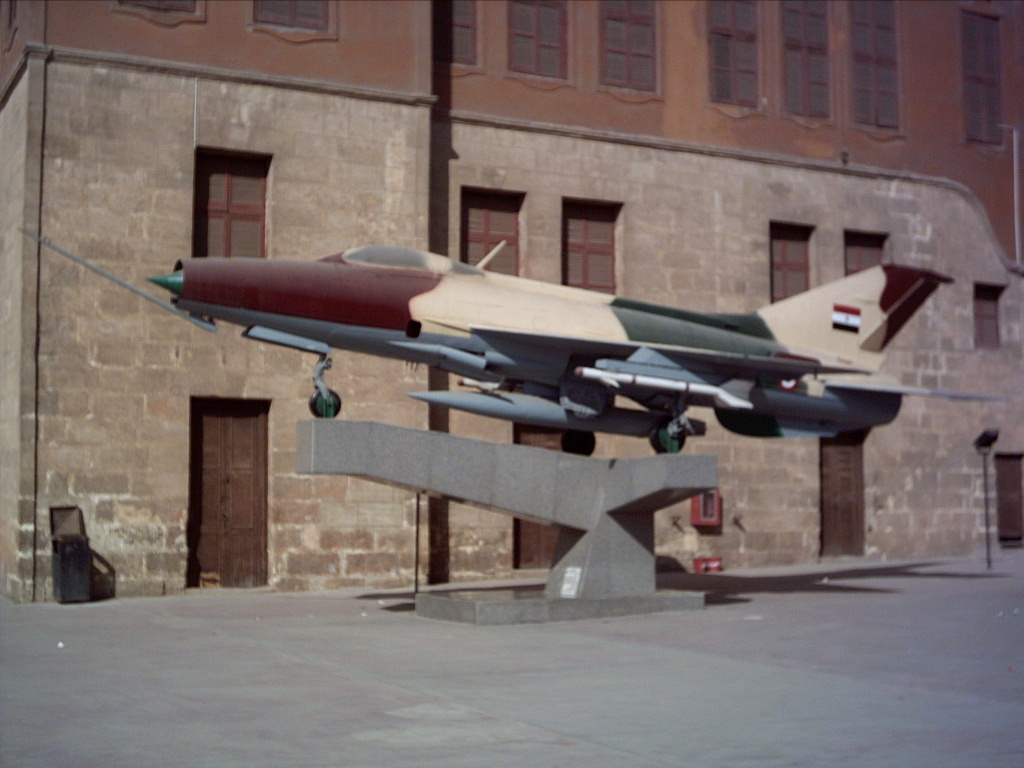
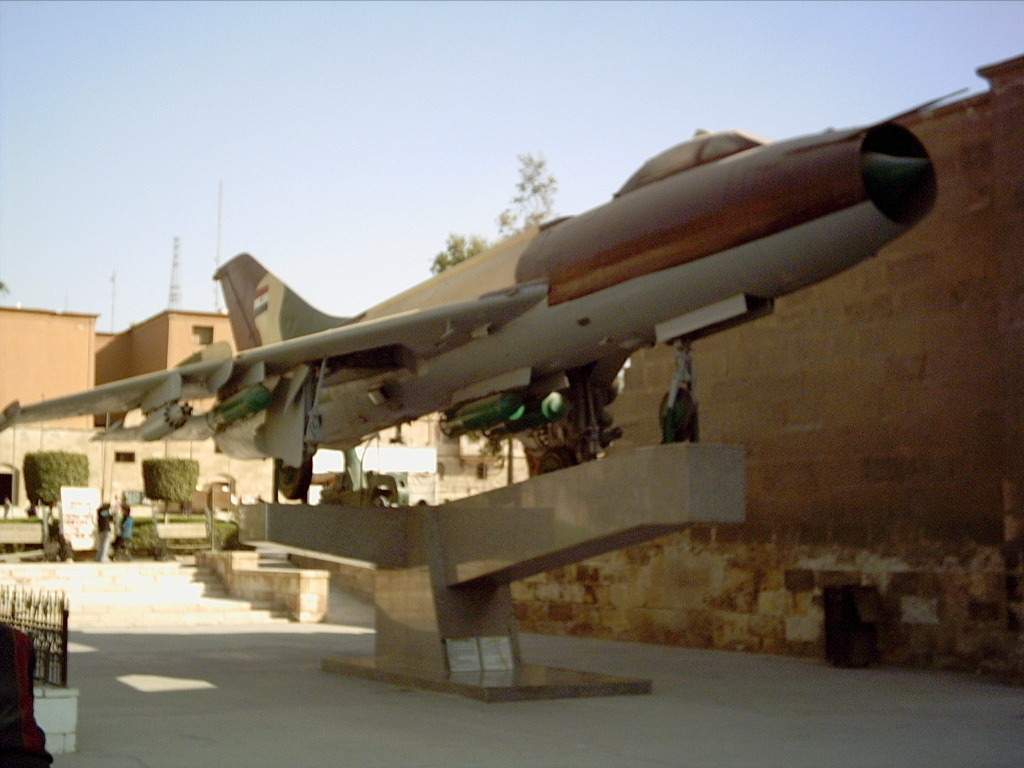

## سالن‌ها
- سالن افتخارات نظامی مصر
- سالن سنت‌های نظامی مصر
- سالن توپخانه مصر
- سالن تجهیزات
- سالن نظامی فرعون
- سالن نظامی اسلامی
- سالن نظامی عثمانی و محمد علی پاشا
- سالن جنگ اعراب و اسراییل ۱۹۴۸
- سالن جنگ کانال سوئز ۱۹۵۶
- سالن انقلاب ۱۹۵۲
- سالن جنگ ۱۶۶۷
- سالن جنگ ۱۹۷۳
- سالن شهیدان مصر
- سالن منطقه باز